# 세라 하일랜드
세라 하일랜드(Sarah Hyland, 1990년 11월 24일 ~ )는 미국의 배우이다.

## 작품 목록

### 영화
- 스트럭 바이 라이트닝 - 클레어 매튜스 역
- 무서운 영화 5 - 미아 역
- 워킹데드: 핫 바디 - 샘 역
- 보니와 클라이드
- 뱀파이어 아카데미 - 나탈리 역
- 데이트 앤 스위치 - 아바 역
- 서태닉
- XOXO
- 레고 저스티스리그: 고담시티 브레이크아웃 - 배트걸(목소리) 역

### 드라마
- 모던 패밀리 (ABC)